# Les Jokers (hockey sur glace)
Pour les articles homonymes, voir Pontoise (homonymie) et Les Jokers.
Les Jokers de Cergy-Pontoise sont un club français de hockey sur glace et de roller in line hockey. La section masculine en glace évolue au premier niveau national (Ligue Magnus) tandis que la section féminine a été championne de France à de nombreuses reprises.
Le club est présidé par Christophe Cuzin.

## Historique
Le club est créé en 1981. Le club s'engage une première fois en championnat de France masculin en 1982-1983.
Au début des années 1990, le club commence à s'inscrire régulièrement en championnat, d'abord chez les femmes en 1989-1990 (où le club finit second national dès cette saison) et 1990-1991 chez les hommes.
Le premier titre féminin du club est obtenue en 1991. Depuis, les jokers ont remporté presque tous les ans le championnat féminin entre 1991 et 2009, battus uniquement par Lyon en 1994-1995 et 1998-1999. Pour cela le club est rentré dans le temple de la renommée du hockey français.
Chez les hommes, l'équipe progresse également : vice-champion de Division 3 en 1996, l'équipe monte en Nationale 2, puis en Nationale 1, après 2 saisons seulement, en 1998. Depuis lors, l'équipe est restée stable dans la hiérarchie nationale. Lors de la saison 2016-2017, les Jokers finissent 3e du championnat français de Division 2. En juillet 2017, la Fédération française de hockey sur glace valide le dossier de candidature en division 1.

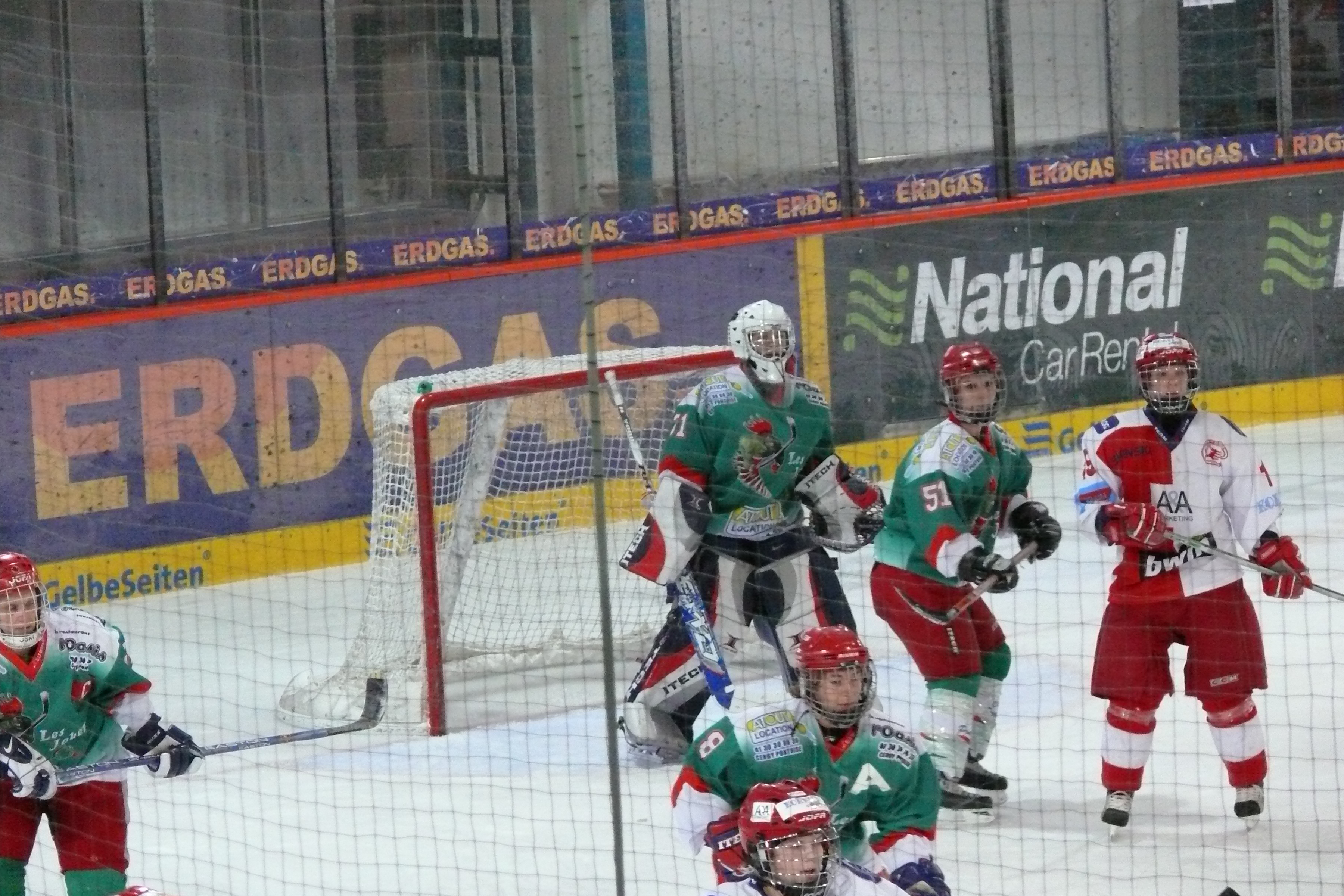
Cergy à la coupe d'Europe féminine 2008

Le club lance également des équipes dans le roller in line hockey, sport dérivé du hockey sur glace. Comme sur la glace, les meilleurs résultats sont enregistrés chez les femmes, qui offrent à Cergy-Pontoise 2 titres nationaux en 2006 et 2007.
À l'issue de la saison 2019-2020, définitivement arrêtée le 16 mars en raison de la pandémie de coronavirus, le club de Cergy-Pontoise - qui était leader de la Division 1 - accède pour la première fois de son histoire, en élite (la Ligue Magnus), après validation du dossier de promotion par la FFHG.

### Arrivée en Ligue Magnus

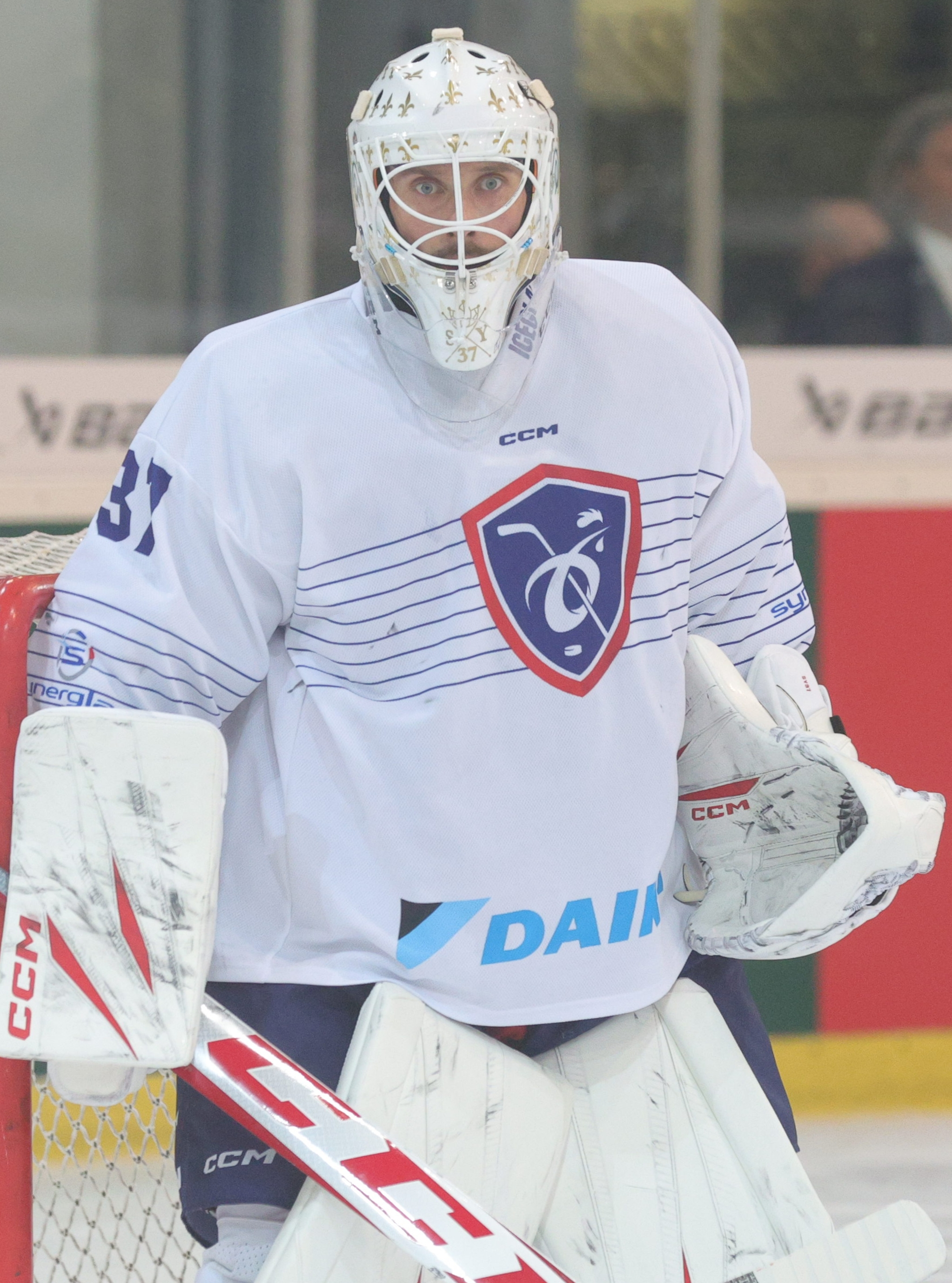
Le gardien de but international Français Sebastian Ylönen rejoint les Jokers en Ligue Magnus.

Pour la saison 2020-2021, la première saison du club dans l'élite du hockey français, en raison de la pandémie de Covid-19, le déroulement du championnat est très difficile. En effet, après seulement un mois de compétition, la FFHG décide sa suspension en raison des mesures sanitaires prises par le gouvernement. Avec le retard pris sur la compétition, la FFHG change le format du championnat pour la fin de la saison : celui-ci se déroule finalement en simple aller-retour pour une fin de la phase de poule prévue au 3 avril 2021.
Le club de Cergy-Pontoise se classe 5ème.
Pour leur deuxième saison en Ligue Magnus, les Jokers de Cergy-Pontoise terminent quatrième de la saison régulière.
Pour les premiers play-off, ils font tomber les Gothiques d'Amiens 4 victoires à 2 en quart de finale avant de céder face aux futurs champions les Brûleurs de loups de Grenoble en demi-finale avec une victoire pour 4 défaites.
Le club de Cergy-Pontoise se classe alors 4ème.
Pour leur troisième saison en Ligue Magnus, les Jokers de Cergy-Pontoise terminent quatrième de la saison régulière.
Pour les premiers play-off, ils font tomber les Rapaces de Gap 4 victoires à 1 en quart de finale avant de céder face aux champions en titre les Brûleurs de loups de Grenoble en demi-finale avec 4 défaites.
Le club de Cergy-Pontoise se classe alors 4e.

## Palmarès
- Championnat de France de hockey sur glace féminin : 1991, 1992, 1993, 1994, 1996, 1997, 1998, 2000, 2001, 2002, 2003, 2004, 2005, 2006, 2007, 2008, 2009 et 2017.
- Championnat de France de roller in line hockey féminin : 2006, 2007

## Prix et récompenses de la Ligue Magnus
- Trophée Camil-Gélinas
  - 2022 : Jonathan Paredes

## Personnalités

### Effectif
| No    | Nom                  | Nat. | Position       | Arrivée                                 |
| ----- | -------------------- | ---- | -------------- | --------------------------------------- |
| +001, | Olivier Richard      |      | Gardien de but | 2023 - Pionniers de Chamonix Mont-Blanc |
| +037, | Sebastian Ylönen     |      | Gardien de but | 2020 - Rapaces de Gap                   |
| +005, | Patrick Coulombe – C |      | Défenseur      | 2022 - Ducs d'Angers                    |
| +007, | Vincent Melin        |      | Défenseur      | 2021 - Scorpions de Mulhouse            |
| +012, | Tanner Palocsik      |      | Défenseur      | 2025 - Walleye de Toledo                |
| +024, | Nikita Shalei        |      | Défenseur      | 2023 - Scorpions de Mulhouse            |
| +044, | Paulin Hostein       |      | Défenseur      | Formé au club                           |
| +094, | Jakub Müller         |      | Défenseur      | 2025 - Pionniers de Chamonix Mont-Blanc |
|       | Ewen Jribi-Chauviere |      | Défenseur      | 2024 - Corsaires de Nantes U20          |
|       | Noah Wendling        |      | Défenseur      | 2025 - Étoile noire de Strasbourg U20   |
| +006, | Louis Petit          |      | Ailier/Centre  | 2020 - Aigles de Nice                   |
| +015, | Philéas Perrenoud    |      | Centre         | 2023 - Étoile noire de Strasbourg       |
| +016, | Paul Le Lem          |      | Attaquant      | Prêt - Dragons de Rouen                 |
| +018, | Matthew Philip       |      | Centre         | 2025 - Mariners du Maine                |
| +019, | Antoine Addamo       |      | Ailier         | 2024 - Dragons de Rouen                 |
| +028, | Jake Stella          |      | Ailier         | 2025 - Tingsryds AIF                    |
| +029, | Jarrett Lee          |      | Attaquant      | 2025 - Fuel d'Indy                      |
| +049, | Arthur Hostein       |      | Attaquant      | Formé au club                           |
| +061, | Dylan Lugris         |      | Attaquant      | 2025 - Nittany Lions de Penn State      |
| +077, | Colin Delatour       |      | Attaquant      | 2024 - Bisons de Neuilly-sur-Marne      |
| +091, | Ben Sokay            |      | Centre         | 2025 - GKS Katowice                     |
| +095, | Sayam Limtong        |      | Attaquant      | 2023 - Imatran Ketterä U20              |
|       | Nino Abdelali        |      | Attaquant      | 2025 - Étoile noire de Strasbourg U20   |
|       | Lucas Girre          |      | Attaquant      | Formé au club                           |

### Entraîneurs
| Période     | Nom du des entraîneurs | Nationalité |
| ----------- | ---------------------- | ----------- |
| 2004-2006   | Erwan Personne         |             |
| 2007-2008   | Tuomo Määttä           |             |
| 2008-2009   | Cédric Boucamus        |             |
| 2009-2011   | Alan Jacob             |             |
| 2011-2013   | Martin Lacroix         |             |
| 2013-2015   | Petr Prajsler          |             |
| 2015-2017   | Tommy Flinck           |             |
| 2017-2023   | Jonathan Paredes       |             |
| 2023-2025   | Miika Elomo            |             |
| Depuis 2025 | Philippe Horsky        |             |

## Identité visuelle

### Logos
Le club a pour logo un Joker représenté par un fou du roi orné de son chapeau à clochettes.

Premier logo en 1981
Logo de 1996 à 2013
Logo de 2013 à 2021
Logo depuis 2021

## Patinoire

Aren'ice accueille le siège de la FFHG et aussi le centre d’entraînement de l'équipe de France.

Aren'ice est la patinoire actuelle des Jokers de Cergy-Pontoise avec une capacité de 3 000 places.
Elle comporte deux patinoires aux normes internationales.
L'Aren'ice est le fruit d’une réflexion entamée dès la création de la Fédération française de hockey sur glace, en 2006. Le projet étant de regrouper sur un même lieu le siège de la fédération et un équipement capable d’accueillir les équipes nationales. Mais un tel équipement est financièrement hors de portée de la fédération, qui décide alors de lancer un appel d’offres auprès des collectivités territoriales susceptibles d’être intéressées pour accueillir ce projet.
Sept collectivités se portent candidates et, en 2009, le choix de la Fédération française de hockey sur glace se porte sur Cergy-Pontoise.